# フクス装甲兵員輸送車
フクス装甲兵員輸送車（フクスそうこうへいいんゆそうしゃ、ドイツ語: TPz Fuchs）は、ダイムラー・ベンツ社が開発した、6×6型の装輪式装甲兵員輸送車。1979年からドイツ陸軍への配備が開始された。主に特殊任務用として使用されている。
名称の「フクス」は、ドイツ語で「キツネ」を意味し、TPzはドイツ語のTransportpanzer（輸送戦車ないし輸送装甲車）の略である。アメリカでは「M93 フォックス」(英: M93 Fox)と呼ばれている。

## 概要
車体構造は、車体前部が乗員室と機関室、車体後部が兵員/貨物室という配置になっている。また水陸両用で、2基のスクリューを備えている。
本車の派生型としては、RASIT レーダー搭載車、電子戦車両、指揮車両、装甲工兵車、EOD（爆発物処理）車、NBC偵察車両などが製造されており、特にNBC偵察車両は海外に広く輸出されアメリカ陸軍でも使用している。なお発展途上国向けに対空砲を搭載したワイルドキャットも開発されたが、採用した国は無かった。
2001年には改良型のフクス2（ドイツ語: Fuchs 2）が公開され、2007年から輸出され始めている。フクス2ではエンジン・ブレーキ・車内デザインが改良され、積載量が従来の4トンから8トンに向上したほか、車上デジタルネットワーク・タイヤ空気圧調節機構・モジュラー装甲が採用されている。
生産数は、輸出向けを含めて、約1,300両となっている。

## 運用国
- アラブ首長国連邦 アラブ首長国連邦陸軍（英語版）  - 32両（フクス2）
- アルジェリア アルジェリア陸軍（英語版） - 980両（フクス2）
- ドイツ ドイツ陸軍 - 1,041両（うち728両をアップグレード予定）
- オランダ 王立オランダ陸軍 - 2024年時点で、6両のフクスNBC偵察車を保有[1]。
- ノルウェー ノルウェー陸軍 - 8両
- クウェート クウェート陸軍（英語版） - 11両（フクス2も発注）
- サウジアラビア 王立サウジアラビア陸軍 - 36両
- アメリカ合衆国 アメリカ陸軍 - 123両（M93 フォックス。M1135 ストライカーNBC RVと交代予定）
- イギリス イギリス陸軍 - 11両（旧ドイツ陸軍の車両。イギリス仕様に改造）
- ベネズエラ ベネズエラ陸軍 - 10両

## ギャラリー

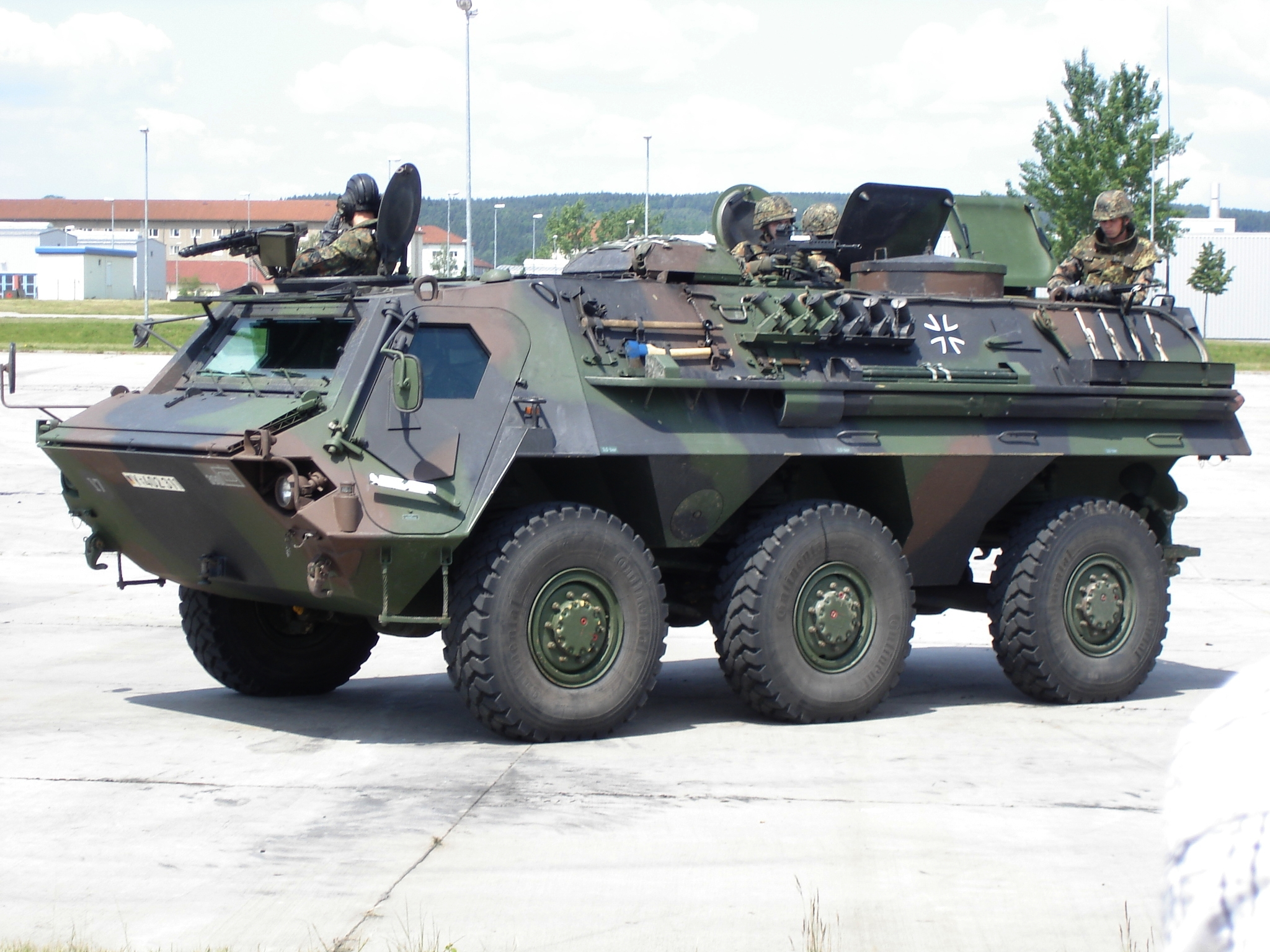
工兵仕様のフクス
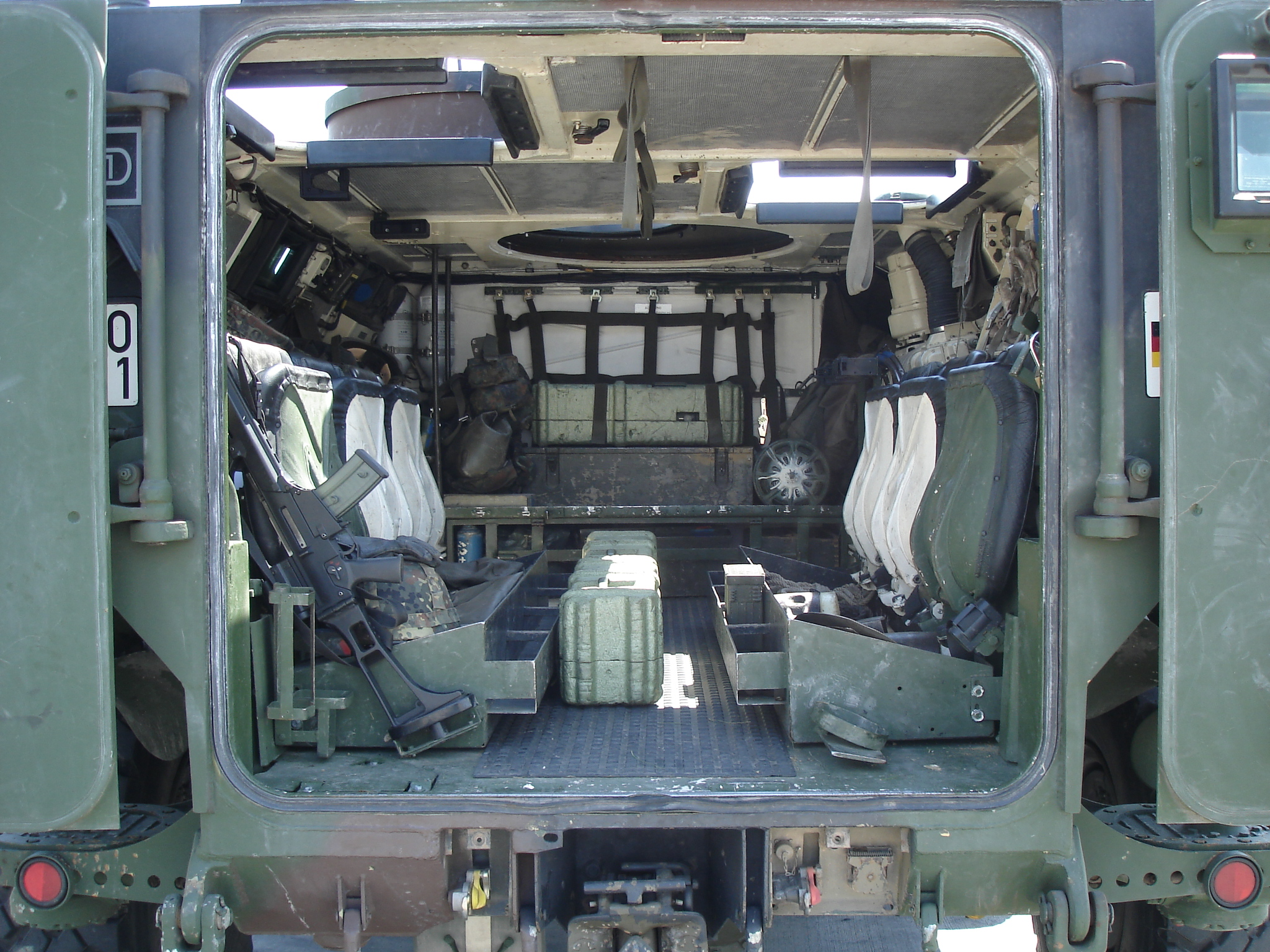
工兵仕様フクスの後部車内
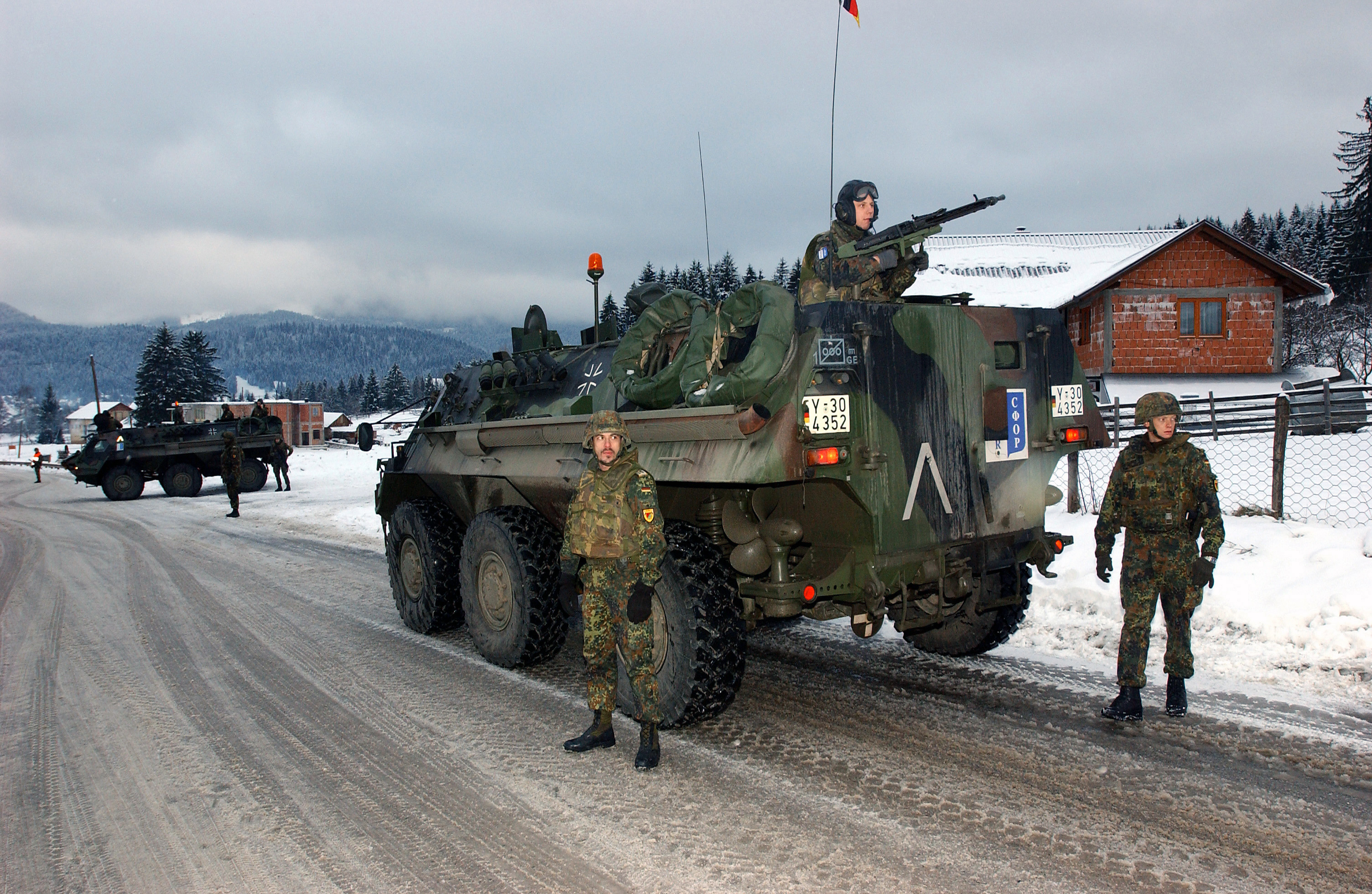
SFORのドイツ軍が使用するフクス
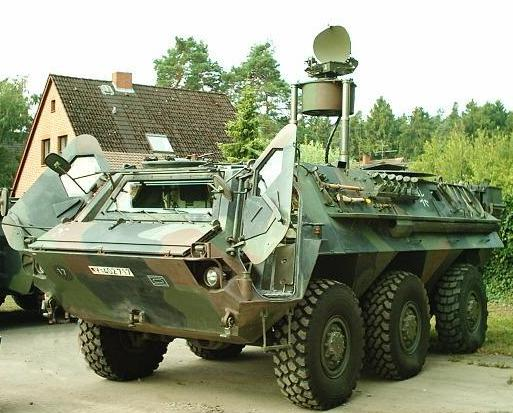
RASIT（英語版）レーダーを装備したフクス
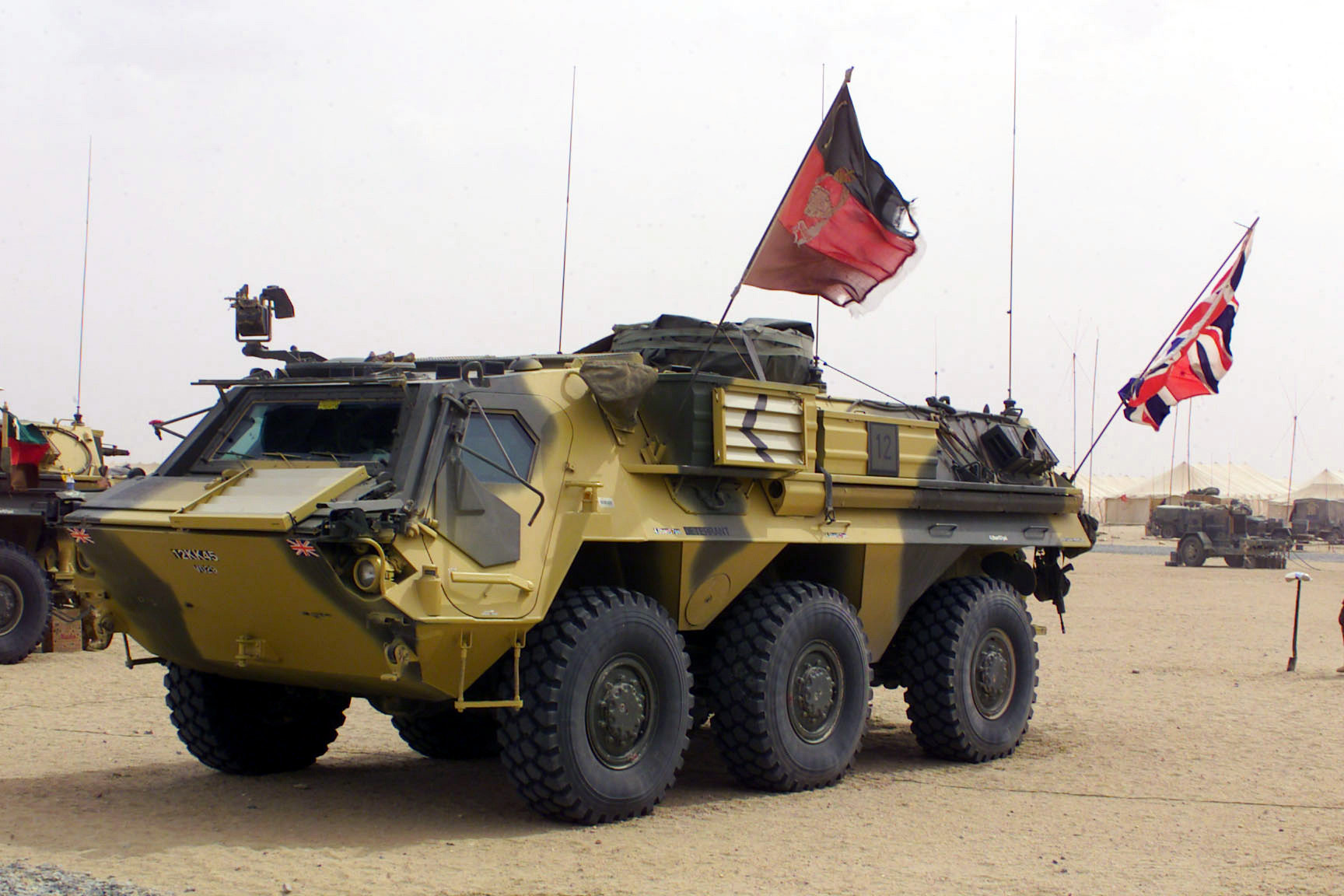
イギリス陸軍のフクス
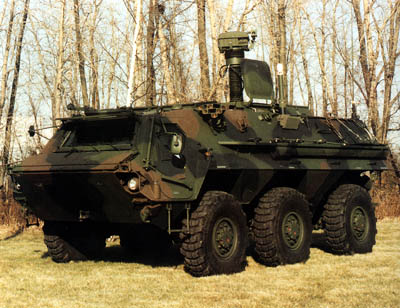
M93 フォックス
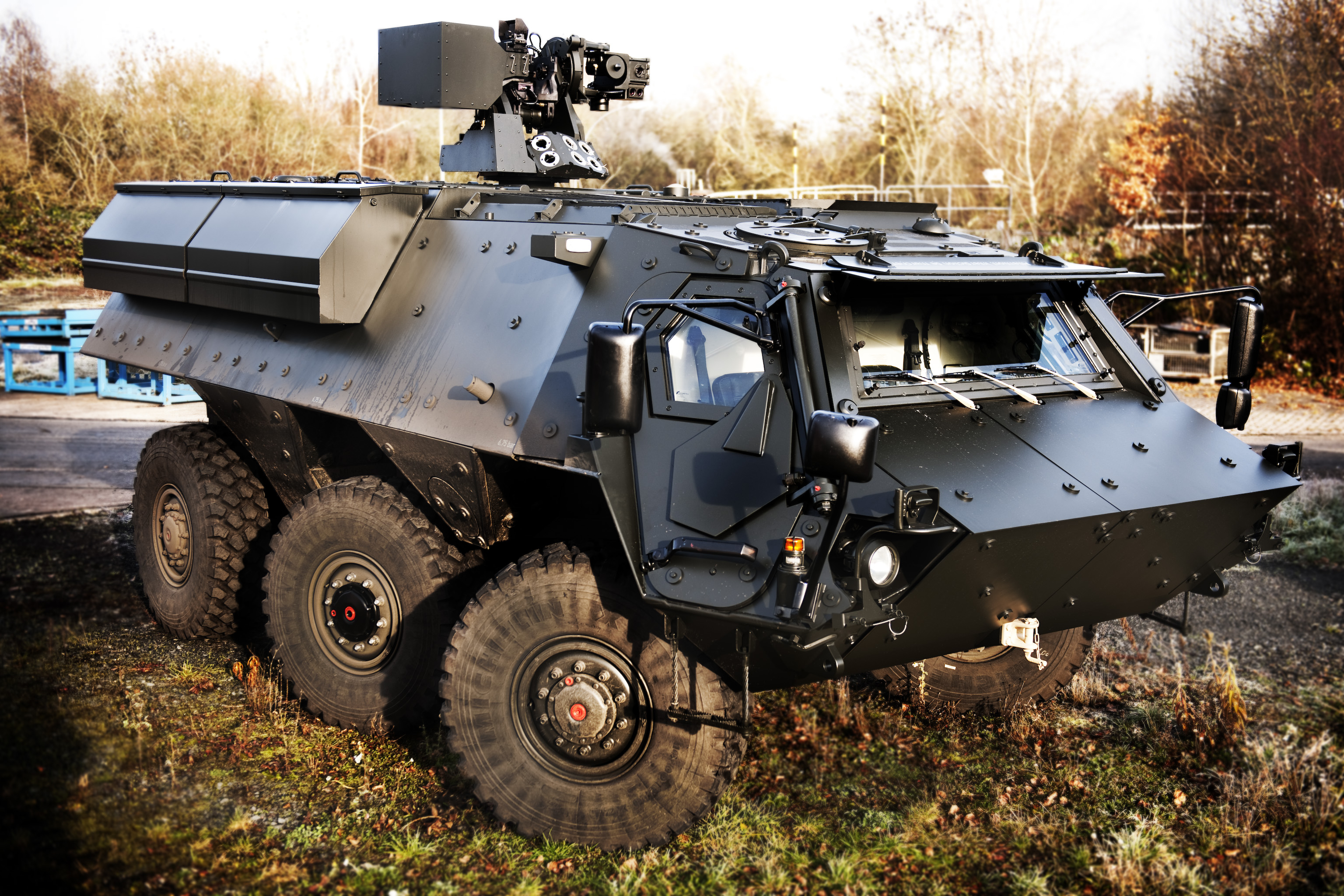
RWSを搭載したフクス2